# Лауге Кох
Лауге Кох (на датски: Lauge Koch) е датски геолог и топограф, изследовател на Арктика.

## Биография
Роден е на 5 юли 1892 година в Калундборг, Дания.
В периода 1915 – 1937 участва или ръководи множество датски експедиции в Гренландия.
През 1915 – 1918 участва във Втората Тулеска експедиция на Кнуд Расмусен, която детайлно изследва големите северозападни фиорди и полуостровите между тях в Гренландия.
През 1921 в Дания се празнува двестагодишния юбилей от вторичната колонизация на Гренландия от Ханс Егеде. Организираната по този повод от 1921 до 1923 „Юбилейна“ картографска гренландска експедиция е ръководена от Лауге Кох. Тя завършва откриването на бреговата линия на Гренландия и изпълнява точно картиране на северното крайбрежие на гигантския остров.
От 1927 до 1937 провежда още 5 експедиции, като изследва Централна Гренландия между 71º и 76º с.ш.
През 1931 – 1934 в Гренландия в два района, на изток – в района на фиордите Франц Йосиф и Крал Оскар и на североизток – северно от 80-ия паралел, работи датската т.нар. Тригодишна експедиция под негово ръководство. Изградени са две бази и във всяка от тях зимуват няколко научни работници и техници. През летните месеци там пристигат няколко десетки души (максимум през 1933 – около 110 души). През лятото на 1933 Лауге Кох с експедиционния кораб плава северно от 79-ия паралел, извършва два полета със самолет над североизточните гренландски полуострови и покрай бреговете на фиорда Индепенденс.
По време на своите многобройни експедиции Лауге Кох създава мрежа от полярни станции, които работят или целогодишно, или сезонно, и в които се натрупват огромно количество материали и данни за климата и ледовата обстановка в Гренландия.
Умира на 5 юни 1964 година в Копенхаген на 71-годишна възраст.